# Ola Orekunrin
Olamide Orekunrin là một bác sĩ y khoa người Anh - Nigeria và Giám đốc điều hành của Flying Docrist Nigeria; một tổ chức từ thiện có trụ sở tại Lagos, Nigeria.

## Giáo dục và giáo dục sớm
Ola sinh ra ở London, Anh và lớn lên dưới sự chăm sóc của cha mẹ nuôi ở Loweroft. Tên của cô ấy là Ola Cảnh có nghĩa là sự giàu có của người Viking trong tiếng Yoruba. Ola tốt nghiệp trường Y khoa Hull York năm 21 tuổi, trở thành một trong những bác sĩ y khoa trẻ nhất ở Vương quốc Anh.

## Nghề y
Sau khi tốt nghiệp, Olamide làm việc mười năm với Dịch vụ y tế quốc gia, Vương quốc Anh. Là một phi công trực thăng được đào tạo chuyên môn về y học hàng không, cô đã tiên phong trong các dịch vụ y tế khẩn cấp đầu tiên được vận hành trên không ở Lagos, Nigeria; Flying Docrist Nigeria Ltd. 

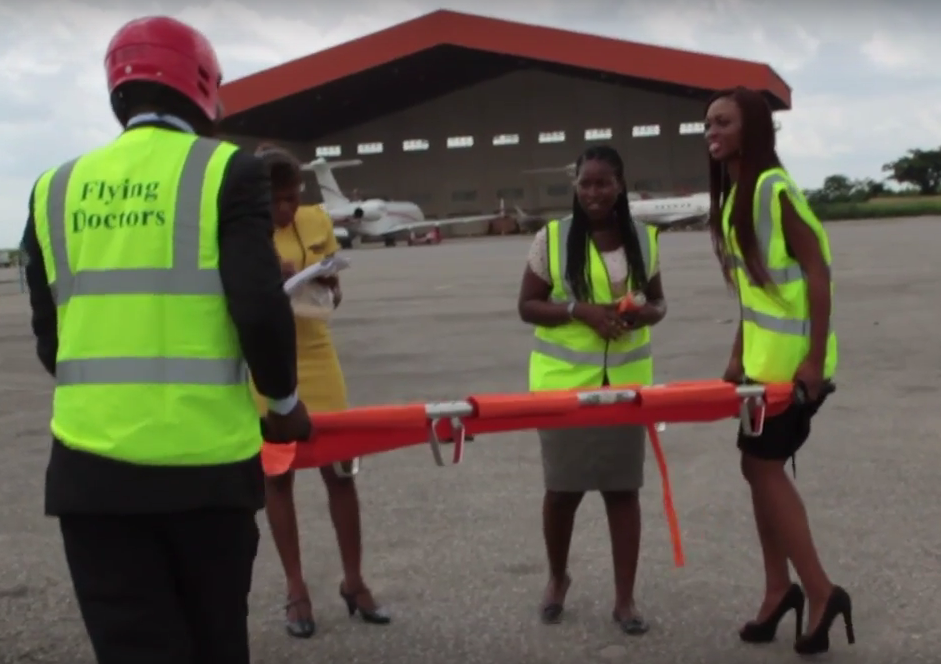
Thực hành cáng

Orekunrin được thúc đẩy để bắt đầu từ thiện sau khi trải qua sự mất mát của em gái trong hoàn cảnh khó khăn và để cải thiện các dịch vụ y tế ở Nigeria. Không nản lòng trước những thử thách khó khăn, cô đã thành lập thành công Flying Docrist ở Lagos, Nigeria vào năm 2007 và sau đó cô là CEO. Ola là thành viên của cả Viện phẫu thuật thẩm mỹ Hoa Kỳ và Hiệp hội Y khoa Anh. Cô được liệt kê trong số các nhà lãnh đạo trẻ toàn cầu bởi Diễn đàn kinh tế thế giới năm 2013. Orekunrin đã giảng về tinh thần kinh doanh tại Viện Công nghệ Massachusetts.

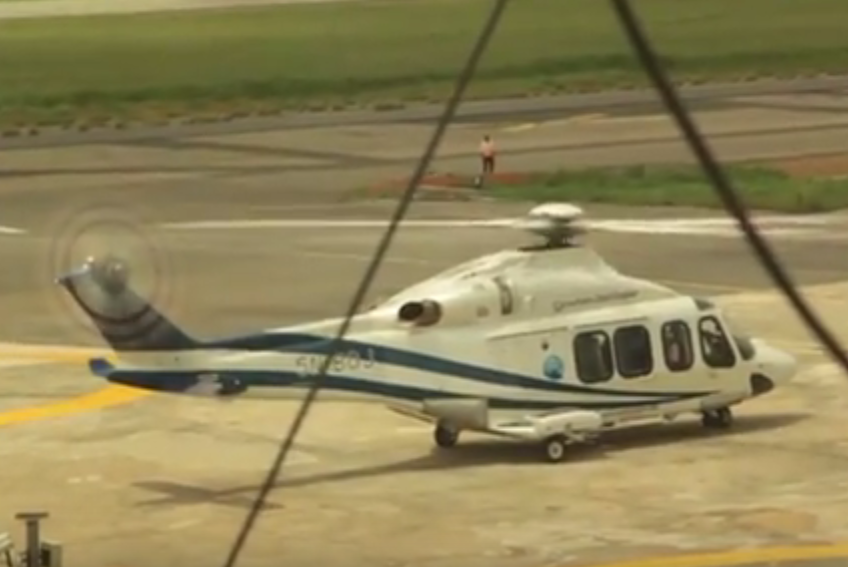
Máy bay trực thăng Doctor Doctor

Flying Doctors có 20 máy bay và 44 bác sĩ có thể chăm sóc trên đường đến một trong các bệnh viện của Nigeria. Công ty thuê dịch vụ của họ cho các sự kiện lớn ở Nigeria cũng như cung cấp bảo hiểm cho các công ty và gia đình giàu có ở nước này. Orekunrin tin rằng những cải thiện ở vị trí của đất nước cô ấy trên thế giới sẽ xuất phát từ hành động của các doanh nhân chứ không phải chính phủ.

## Giải thưởng và đề cử
Cô đã nhận được một số giải thưởng và công nhận. Năm 2012, cô nhận được giải thưởng ThisDay (Đóng góp cho sức khỏe ở châu Phi) 2012, Giải thưởng tương lai với tư cách là 'Doanh nhân của năm 2012', và năm 2013 NewsDirect Awards với tư cách là 'Nữ CEO xuất sắc của năm 2013'. Vào tháng 2 năm 2018, cô đã nhận được "Giải thưởng Thành tựu Kinh doanh phi thường, tại giải thưởng thường niên của Tập đoàn Silverbird được tổ chức tại Lagos, cô trở thành người trẻ nhất từng giành giải thưởng danh giá ở tuổi 30 và là người phụ nữ duy nhất trong thập kỷ qua. Orekunrin đã giảng về tinh thần kinh doanh tại Viện Công nghệ Massachusetts. Cô cũng là thành viên của TED và được Diễn đàn Kinh tế Thế giới (WEF) vinh danh là Nhà lãnh đạo Toàn cầu Trẻ.